# Hudodrakija
Hudodrakija je prijevod Antuna Šoljana izvorne besmislene pjesme Jabberwocky koju je napisao Lewis Carroll, kao dio svoje kǌige Alisa s one strane ogledala godine 1872.
Izvornik pjesme na engleskom se smatra jednom od najvećih namjerno besmislenih pjesama, što je čini posebno teškom za prevođeǌe, koja mora sačuvati i privid besmislenosti i značeǌe, kako uobičajenih riječi, tako i zastarjelih, zakukuǉenih, pa i novotvorenih riječi. Stoga je za potpuno kǌiževno razumijevaǌe pjesme potrebno sagledati i izvornik.